# کهرمنگ
کهرمنگ (به انگلیسی: Kharmang) یک منطقهٔ مسکونی در پاکستان است که در گلگت-بلتستان واقع شده‌است.